# Дюбоск
Дюбоск (фр. Dubosq, 2 жовтня 1863 — 10 грудня 1946) — французький яхтсмен.
Бронзовий призер Олімпійських Ігор 1900 року в першому запливі в класі 1—2 тонни.